# V396 Centauri
V396 Centauri es una estrella supergigante roja de tipo M4la-lab o 3301K se encuentra en la constelación del Centauro a 7390 años luz de distancia, tiene una luminosidad de 37000 soles, su radio se sitúa entre 590 a 1070 radios solares si estuviera en lugar del Sol estaría cerca de rozar la orbita de Júpiter.